# Universidad Islámica Azad de Damavand
Universidad Islámica Azad de Damavand (persa: دانشگاه آزاد اسلامی, واحد دماوند, Dāneshgāh e-Azad-e Islami,-e Vahed Damavand)  (también conocida como Universidad Azad de Damavand y Universidad Azad Damavand) es un campus del sistema de la Universidad Islámica Azad en Irán. Fue fundada en 2002 con dos especialidades principales, hoy cuenta con 54 especialidades principales y más de 12.000 estudiantes en niveles de Bachiller (Graduado) y Maestro, localizada al este de Teherán, es una rama significativa de los departamentos de técnica e ingeniería del país.
- Datos: Q1674115
- Multimedia: IAU of Damavand / Q1674115